# Diploma romà
Diploma era una expressió romana que especificava un dret específic o una autorització. per exemple, Juli Cèsar va atorgar diplomes durant la guerra civil a tots els ciutadans que podien entrar a la ciutat, segons diu Ciceró, o als que podien sortir d'Itàlia. August va donar diplomes a alguns dels que van ser condemnats amb la seva filla Julia quan va cometre adulteri, per tal de què poguessin circular lliurement. Però la paraula s'aplicava generalment a les autoritzacions per ocupar un càrrec públic, i també als drets de ciutadania i drets de matrimoni a determinats veterans, quan havien servit 25 anys a l'exèrcit (Privilegia Veteranorum de civitate et connubio).
Derivava d'una paraula llatina agafada del grec διπλοώ (doblegar) i διπλωμα (plec, carta, autorització) i es podia usar per tota classe de documents doblegats, però era usat especialment per descriure un document oficial segellat escrit per un magistrat amb autorització per lliurar-lo, en principi el mateix emperador o el governador d'una província, però des d'Hadrià, un cos especial de funcionaris. Els diplomes s'escrivien sobre planxes de llautó, i de vegades anaven signades també per testimonis.